# Връх при Хинях
Връх при Хинях (на словенски: Vrh pri Hinjah) е село в Словения, регион Югоизточна Словения, община Жужемберк. Според Националната статистическа служба на Република Словения през 2015 г. селото има 43 жители.